# La Mesa, Colombia
La Mesa är en ort i Colombia.   Den ligger i departementet Cundinamarca, i den centrala delen av landet, 80 km norr om huvudstaden Bogotá. La Mesa ligger 2 884 meter över havet och antalet invånare är 26 699.
Terrängen runt La Mesa är lite bergig. Runt La Mesa är det ganska tätbefolkat, med 104 invånare per kvadratkilometer. La Mesa är det största samhället i trakten. Trakten runt La Mesa består i huvudsak av gräsmarker.